# Lorenzo Regazzo
Lorenzo Regazzo (Venezia, 5 luglio 1962) è un basso e baritono italiano.

## Biografia

### Carriera
Lorenzo Regazzo è nato a Venezia si è diplomato in pianoforte, direzione di coro, composizione e canto didattico. 
Nel 1982 esegue la Sonata per pianoforte n. 21 (Beethoven) con gli allievi del Conservatorio Benedetto Marcello al Teatro La Fenice di Venezia.
Successivamente si perfeziona con Sesto Bruscantini esordendo come Tarabotto ne L'inganno felice con Carlo Rizzi, Lucio Gallo e l'Orchestra del Teatro Comunale di Bologna al Rossini Opera Festival di Pesaro nel 1994.
Nel 1991 è stato Don Basilio ne Il barbiere di Siviglia di Paisiello con Alessandro Safina al Teatro Bibiena di Mantova (di cui esiste un video trasmesso da Rai 5 nel 2012 e nel 2016) e nel 1993 si era esibito in concerto nel ridotto dei palchi del Teatro alla Scala di Milano e Messer Fabrizio Fabroni ne L'Arcadia in Brenta di Baldassarre Galuppi al Teatro Regio di Parma.
Nel 1995 è Bartolo ne Il barbiere di Siviglia diretto da Claudio Abbado con Sonia Ganassi, Roberto Frontali ed Ildebrando D'Arcangelo, il Conte in Capriccio (Strauss) e Schaunard ne La bohème con Fabio Armiliato, Nicolai Ghiaurov, Mirella Freni e Daniela Mazzucato a Parma, Haly ne L'italiana in Algeri con Claudio Desderi ed Alessandro Corbelli al Teatro Comunale di Firenze e Marquis d´Obigny ne La traviata diretto da Riccardo Muti con Andrea Rost, Renato Bruson ed i Wiener Philharmoniker al Festival di Salisburgo.
Nel 1996 è Cancian ne I quatro rusteghi con Bruno Praticò, Luca Canonici ed Enzo Dara a Parma, Martino ne L'occasione fa il ladro con Eva Mei, Rockwell Blake e l'Orchestra della Toscana a Pesaro e Betto di Signa nella prima di Gianni Schicchi con Leo Nucci e Canonici alla Scala, tornando nel 1997 come Selim ne Il turco in Italia diretto da Riccardo Chailly nella trasferta al Teatro Ponchielli di Cremona ed a Milano.
Nel 1997 canta nella prima assoluta di La brocca rotta di Flavio Testi diretto da Massimo de Bernart al Teatro Comunale di Bologna e Publio ne La clemenza di Tito con Jerry Hadley a Salisburgo.
Nel 1998 è Must nella prima assoluta di Isabella di Azio Corghi con Joseph Calleja ed Elio ed Alidoro ne La Cenerentola diretto da Rizzi con Juan Diego Flórez, Corbelli e Praticò a Pesaro ed il podestà ne La gazza ladra con Franco Vassallo, Cinzia Forte e Natale De Carolis nel debutto per il Teatro La Fenice al PalaFenice al Tronchetto, Filotero ne L'Orione di Francesco Cavalli diretto da Andrea Marcon con la Forte, Sara Mingardo e la Venice Baroque Orchestra al Teatro stabile del Veneto Carlo Goldoni e Batone ne L'inganno felice con Carmela Remigio al Teatro Verdi (Padova).
Nel 1999 è Masetto nella prima di Don Giovanni diretto da Muti con Barbara Frittoli, Angelika Kirchschlager e D'Arcangelo alla Scala, nel debutto al Theater an der Wien diretto da Muti con Anna Caterina Antonacci, D'Arcangelo e la Kirchschlager per il Wiener Staatsoper ed al Ravenna Festival, Apollon in Gestalt von Adamas in Les Boréades diretto da Simon Rattle con Barbara Bonney, Emmanuelle Haïm e l'Orchestra of the Age of Enlightenment a Salisburgo e Lubino in Una cosa rara con la Forte e Bruno de Simone ad Orvieto ed al Teatro Goldoni per la Fenice.

### Anni 2000-2005
Nel 2000 debutta al Royal Opera House, Covent Garden di Londra come Publio ne La clemenza di Tito, a Bilbao canta ne La Cenerentola con Corbelli, a Pesaro Blansac ne La scala di seta diretto da Alberto Zedda e per la Fenice è Mustafà ne L'Italiana in Algeri diretto da Claudio Scimone do De Simone a Padova e Cosroe in Siroe diretto da Marcon con Patrizia Ciofi nella Scuola Grande di San Giovanni Evangelista.
Nel 2001 è Alidoro ne La Cenerentola con Praticò e Gallo e Lorenzo ne I Capuleti e i Montecchi diretto da Bruno Campanella con la Ganassi a Londra, Figaro ne Le nozze di Figaro diretto da Sylvain Cambreling a Salisburgo e tiene un recital al Teatro Malibran per La Fenice.
Nel 2002 è Alidoro ne La Cenerentola diretto da Rizzi con Flórez, Corbelli, Simone Alaimo e Joyce DiDonato nel debutto all'Opéra National de Paris, Buralicchio ne L'equivoco stravagante diretto da Donato Renzetti con Praticò a Pesaro e Basilio ne Il barbiere di Siviglia diretto da Scimone con la Antonacci per La Fenice a Padova e l'anno successivo diretto da Marcello Viotti al Malibran.
Nel 2004 canta in Pimpinone diretto da Scimone con I Solisti Veneti a Salisburgo e la Sinfonia n. 9 (Beethoven) con la Forte al Malibran per La Fenice.
Nel 2005 vince il Grammy Award for Best Opera Recording per la registrazione de Le nozze di Figaro, è Assur in Semiramide (Rossini) diretto da Gianluigi Gelmetti al Teatro dell'Opera di Roma, Filippo ne La gazzetta con Praticò e la Forte a Pesaro e Maometto secondo diretto da Scimone con Carmen Giannattasio al Teatro La Fenice.

### Anni 2006-2014
Nel 2006 è Figaro ne Le nozze di Figaro diretto da Cambreling a Parigi e Berengario in Adelaide di Borgogna (Rossini) diretto da Riccardo Frizza con Daniela Barcellona, la Ciofi e l'Orchestra Haydn a Pesaro.
Nel 2007 è Guglielmo in Così fan tutte con Colin Davis, Thomas Allen ed Elīna Garanča a Londra ed al Bayerische Staatsoper è Selim ne Il turco in Italia con Corbelli e Aleksandrina Pendačanska.
Sempre con Così fan tutte nel 2008 è a Bilbao e nel 2009 come Don Alfonso a Monaco.
Ancora nel 2009 è Le Gouverneur in Le Comte Ory diretto da Paolo Carignani a Pesaro, Mustafà ne L'Italiana in Algeri diretto da Campanella con Vivica Genaux al Teatro Regio di Torino e tiene un recital alla Fenice ed e Claudio in Agrippina (Händel) diretto da Fabio Biondi con Verónica Cangemi, Ann Hallemberg, Roberto Abbondanza al Malibran.
Nel 2010 a Bilbao torna con Le nozze di Figaro ed a Monaco è Leporello in Don Giovanni diretto da Kent Nagano e Basilio ne Il barbiere di Siviglia alla Fenice.
Nel 2011 è Sir Giorgio Walton ne I puritani con Diana Damrau e Vassallo al Grand Théâtre di Ginevra e tiene un recital alla Fenice.
Nel 2012 è a Londra come Leporello in Don Giovanni arrivando a 44 recite complessive londinesi fino al 2012 ed a Monaco Basilio ne Il barbiere di Siviglia.
Nel 2013 alla Fenice canta nel concerto Omaggio a Lorenzo Regazzo, a Parigi è Don Alfonso in Così fan tutte ed il Dottor Dulcamara ne L'elisir d'amore a Vienna.
Nel 2014 è Don Magnifico ne La Cenerentola a Vienna ed al Teatro comunale Mario Del Monaco di Treviso dove cura anche la regia e Don Alfonso in Così fan tutte al Teatro Olimpico di Vicenza curando anche la regia.

### Anni 2015-presente
Nel 2015 è Don Magnifico a Mascate nella trasferta della Bayerische Staatsoper, Prosodocimo ne Il turco in Italia con la Forte a Treviso ed al Teatro comunale (Ferrara), Don Pasquale con Juan Francisco Gatell a Las Palmas de Gran Canaria ed al Gran Teatre del Liceu di Barcellona diretto da Diego Matheuz con Gatell, cura la regia di Don Giovanni a Vicenza e Treviso e Tarabotto ne L'inganno Felice al festival Rossini in Wildbad diretto da Antonino Fogliani con Silvia Dalla Benetta.
Nel 2016 è Taddeo ne L'italiana in Algeri con Nicola Ulivieri a Treviso e Ferrara dove cura la regia di Don Giovanni. Ancora come regista è a Vicenza con Le nozze di Figaro.

## Repertorio
| Ruolo                    | Titolo                   | Autore           |
| ------------------------ | ------------------------ | ---------------- |
| Pimpinone                | Pimpinone                | Albinoni         |
| Lorenzo                  | I Capuleti e i Montecchi | Bellini          |
| Sir Giorgio              | I puritani               | Bellini          |
| Carlo                    | Elena e Costantino       | Carnicer         |
| Filotero                 | L'Orione                 | Cavalli          |
| Must                     | Isabella                 | Corghi           |
| Dulcamara                | L'elisir d'amore         | Donizetti        |
| Don Pasquale             | Don Pasquale             | Donizetti        |
| Messer Fabrizio Fabroni  | L'Arcadia in Brenta      | Galuppi          |
| Cosroe                   | Siroe                    | Händel           |
| Tabarano                 | La contadina             | Hasse            |
| Lubin                    | Una cosa rara            | Martín y Soler   |
| Plutone                  | L'Orfeo                  | Monteverdi       |
| Figaro                   | Le nozze di Figaro       | Mozart           |
| Leporello Masetto        | Don Giovanni             | Mozart           |
| Don Alfonso Guglielmo    | Così fan tutte           | Mozart           |
| Publio                   | La clemenza di Tito      | Mozart           |
| Don Basilio              | Il barbiere di Siviglia  | Paisiello        |
| Schaunard                | La bohème                | Puccini          |
| Betto di Signa           | Gianni Schicchi          | Puccini          |
| Apollon                  | Les Boréades             | Rameau           |
| Buralicchio              | L'equivoco stravagante   | Rossini          |
| Batone Ormondo Tarabotto | L'inganno felice         | Rossini          |
| Blansac                  | La scala di seta         | Rossini          |
| Martino                  | L'occasione fa il ladro  | Rossini          |
| Haly Mustafà Taddeo      | L'italiana in Algeri     | Rossini          |
| Prosdocimo Selim         | Il turco in Italia       | Rossini          |
| Bartolo Basilio          | Il barbiere di Siviglia  | Rossini          |
| Filippo                  | La gazzetta              | Rossini          |
| Alidoro Don Magnifico    | La Cenerentola           | Rossini          |
| Podestà Gottardo         | La gazza ladra           | Rossini          |
| Berengario               | Adelaide di Borgogna     | Rossini          |
| Mosè                     | Mosè in Egitto           | Rossini          |
| Maometto secondo         | Maometto secondo         | Rossini          |
| Polidoro                 | Zelmira                  | Rossini          |
| Assur                    | Semiramide               | Rossini          |
| Lord Sidney              | Il viaggio a Reims       | Rossini          |
| Mahomet                  | Le Siège de Corinthe     | Rossini          |
| Le Gouverneur            | Le Comte Ory             | Rossini          |
| Der Graf                 | Capriccio                | Strauss, Richard |
| Marchese d'Obigny        | La traviata              | Verdi            |
| Astolfo                  | Orlando furioso          | Vivaldi          |
| Oralto                   | La fida ninfa            | Vivaldi          |
| Cancian                  | I quatro rusteghi        | Wolf-Ferrari     |

## Discografia parziale
- Bellini: Masses in G Major - D Major - Paoletta Marrocu/Cinzia Forte/Accademia I Filarmonici & Choir/Lorenzo Regazzo/Stefano Ferrari/Maurizio Ciampi, 2008 Nuova Era
- Carnicer: Elena e Constantino - Lorenzo Regazzo/Madrid Symphony Chorus & Orchestra/Robert McPherson/Ruth Rosique/Eduardo Santamaria/Mariola Cantarero/David Menendez/Jesus Lopez-Cobos/Saimir Pirgu, 2010 Dynamic
- Handel: Arie Per Basso - Lorenzo Regazzo/Rinaldo Alessandrini, 2009 naïve
- Hasse: La Contadina - Ensemble Arcadia/Attilio Cremonesi/Lorenzo Regazzo/Graciela Oddone, 2013 Glossa
- Mozart: Le nozze di Figaro - René Jacobs/Patrizia Ciofi/Véronique Gens/Simon Keenlyside/Angelika Kirchschlager/Lorenzo Regazzo, 2004 harmonia mundi
- Mozart: Don Giovanni - Freiburger Barockorchester/René Jacobs/Aleksandrina Pendačanska/Lorenzo Regazzo, 2007 harmonia mundi
- Rossini: L'Italiana in Algeri - Marianna Pizzolato/Alberto Zedda/Lorenzo Regazzo/Lawrence Brownlee/Transylvania State Philharmonic Choir/Virtuosi Brunensis/Elsa Giannoulidou/Giulio Mastrototaro/Bruno de Simone/Ruth Gonzalez, 2010 Naxos
- Rossini: Mose In Egitto - Antonino Fogliani/Stadtkapelle Bad Wildbad/Wurttemberg Philharmonic Orchestra/Coro del Conservatorio di San Pietro a Majella di Napoli/Filippo Adami/Akie Amou/Karen Bandelow/Rossella Bevacqua/Giuseppe Fedeli/Wojtek Gierlach/Lorenzo Regazzo/Giorgio Trucco, 2007 Naxos
- Rossini: Musique Anodine - Lorenzo Regazzo/Dimitri Romano, 2000 Videoradio
- Rossini: L'inganno felice - Alberto Zedda/Lorenzo Regazzo, 2008 Naxos
- Rossini: Le siège de Corinthe, 2013 Naxos
- Rossini: Semiramide - Aleksandrina Pendačanska/Marianna Pizzolato/Lorenzo Regazzo/Antonino Fogliani, 2013 Naxos
- Rossini: La gazza ladra - Giulio Mastrototaro/Luisa Islam-Ali-Zade/Kenneth Tarver/Maria Jose Moreno/Brno Classica Chamber Choir/Virtuosi Brunensis/Alberto Zedda, 2015 Naxos
- Vivaldi: Arie per basso - Lorenzo Regazzo, 2011 Opus 111/naïve
- Vivaldi: La fida ninfa - Ensemble Matheus/Jean-Christophe Spinosi/Philippe Jaroussky/Lorenzo Regazzo/Verónica Cangemi/Marie-Nicole Lemieux, 2008 naïve
- Vivaldi: Orlando Furioso - Jean-Christophe Spinosi/Ensemble Matheus/Marie-Nicole Lemieux/Jennifer Larmore/Veronica Cangemi/Philippe Jaroussky/Lorenzo Regazzo, 2004 Opus 111/naïve
- La regata veneziana, canzoni e ariette in dialetto veneziano - Dimitri Romano/Lorenzo Regazzo, 2013 Milano Dischi
- Lorenzo Regazzo chante Venise - Dimitri Romano/Lorenzo Regazzo, 2003 Forlane

## DVD
- Mozart: Don Giovanni (Teatro Real, 2005) - Sonia Ganassi/Lorenzo Regazzo, Opus Arte/Naxos
- Mozart: Don Giovanni (Vienna State Opera, 1999) - Anna Caterina Antonacci/Ildebrando D'Arcangelo/Angelika Kirchschlager/Lorenzo Ragazzo/Riccardo Muti, regia di Roberto De Simone, Arthaus Musik/Naxos
- Mozart: Le Nozze di Figaro (Paris National Opera, 2006) - Lorenzo Regazzo/Sylvain Cambreling, Opus Arte/Naxos
- Rossini: Le Comte Ory (Rossini Opera Festival, 2009) - Lorenzo Regazzo/Paolo Carignani, Arthaus Musik/Naxos